# 3618 Kuprin
3618 Kuprin је астероид главног астероидног појаса са средњом удаљеношћу од Сунца која износи 3,152 астрономских јединица (АЈ).
Апсолутна магнитуда астероида је 12,5.